# Crnugovići
Crnugovići (cyr. Црнуговићи) – wieś w Serbii, w okręgu zlatiborskim, w gminie Priboj. W 2011 roku liczyła 66 mieszkańców.